# Dolní Třebonín
Dolní Třebonín (en allemand : Unterbreitenstein) est une commune du district de Český Krumlov, dans la région de Bohême-du-Sud, en République tchèque. Sa population s'élevait à 1 342 habitants en 2020.

## Géographie
Dolní Třebonín se trouve à 9 km au nord-est de Český Krumlov, à 15 km au sud-sud-ouest de České Budějovice et à 136 km au sud de Prague.
La commune est limitée par Křemže, Vrábče et Boršov nad Vltavou au nord, par Kamenný Újezd, Chlumec et Římov à l'est, par Velešín et Mojné au sud, et par Zlatá Koruna et Holubov à l'ouest.

## Histoire
La première mention écrite de la localité remonte à 1375.

## Administration
La commune se compose de huit quartiers :
- Dolní Třebonín
- Čertyně
- Dolní Svince
- Horní Svince
- Horní Třebonín
- Prostřední Svince
- Štěkře
- Záluží